# Roland Kadan

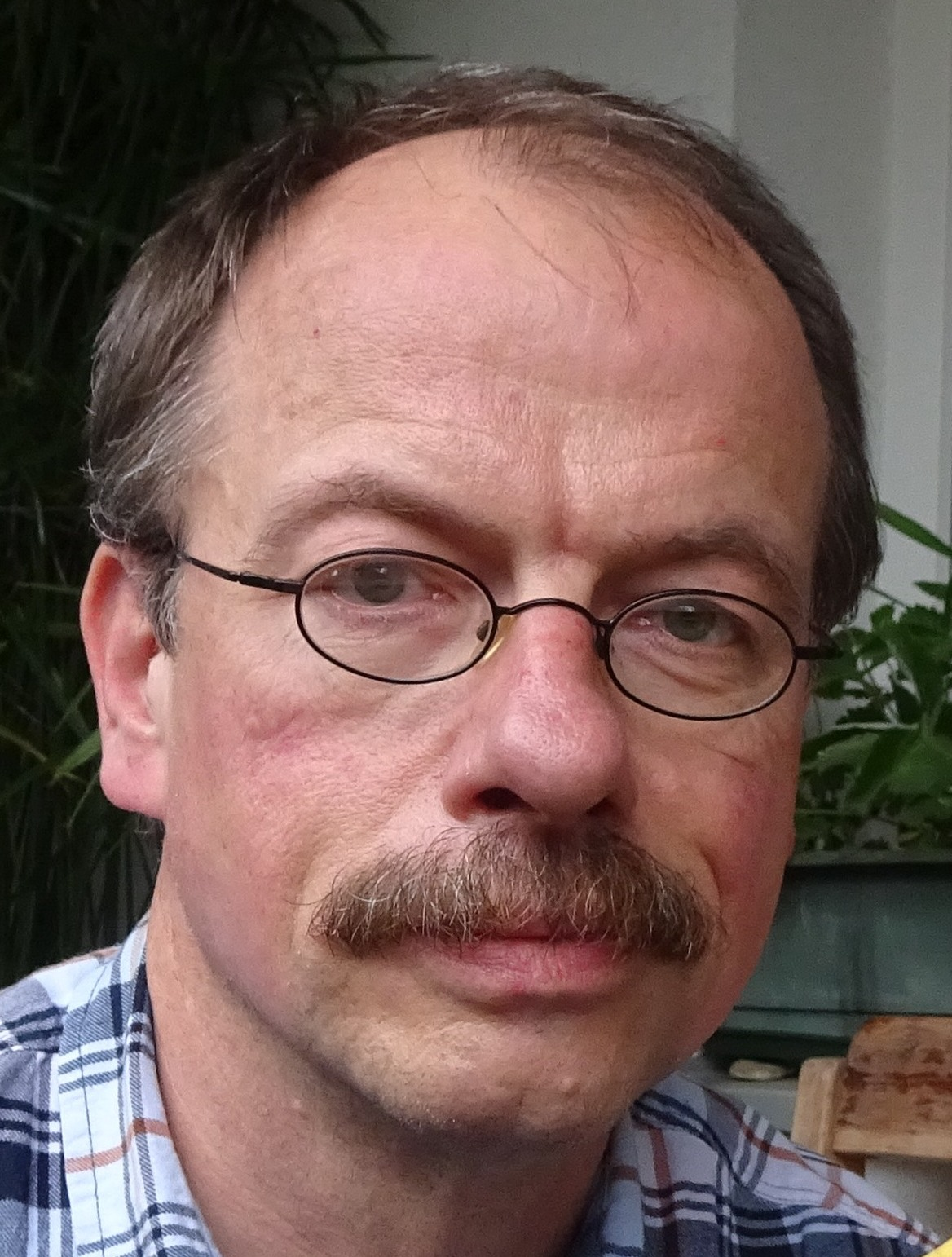
Roland Kadan (2020)

Roland Kadan (* 1961 in Wien) ist ein österreichischer Lehrer, Songwriter und Autor.

## Leben
Roland Kadan besuchte die Volksschule und das Gymnasium im 18. Wiener Gemeindebezirk Währing. Er studierte von 1979 bis 1984 an der Universität Wien Latein und Evangelische Theologie auf Lehramt. 1985/86 trat Kadan den Zivildienst in der Diakonie Waiern an. Kadan begann 1984 als Gymnasiallehrer in Wien zu arbeiten. Er wirkte von 1993 bis 2004 als Obmann der Arbeitsgemeinschaft Evangelischer Religionslehrer/innen an AHS in Wien und von 1999 bis 2008 als Obmann der Arbeitsgemeinschaft Evangelischer Religionslehrer/innen an AHS in Österreich. 
Kadan dissertierte 1994 bei Michaela Zelzer und Kurt Niederwimmer und wurde Lektor am Institut für Religionspädagogik der Evangelisch-Theologischen Fakultät der Universität Wien. Zu seinen Forschungsschwerpunkten zählen neben Methodik und Musik im Unterricht der gewaltlose Widerstand und die Theologie nach Auschwitz. Kadan veröffentlichte zahlreiche Aufsätze und Lieder in pädagogischen Zeitschriften. Von 2004 bis 2008 war er Mitherausgeber der Fachzeitschrift Schulfach Religion. Er verfasste ein Liederbuch in lateinischer Sprache, Übersetzungen aus dem Alten Testament auf Wienerisch sowie eine Sammlung eigener Lieder für den Religionsunterricht. Diese sind, wie auch Lieder aus „Cantare necesse est“,. auf YouTube zugänglich. 2014 recherchierte er anlässlich des 76. Jahrestags der Novemberpogrome Schüler und Lehrer, die während der Nazizeit ermordet worden sind; ihre Namen wurden auf einer Gedenktafel verewigt.
Roland Kadan ist verheiratet mit Beate Kadan und hat drei Söhne.

## Werke
- Lamberts von Geldern Auslegung der Johannesbriefe. Eine textkritische Edition. WUV, Wien 1995, ISBN 3-85114-208-X.
- Cantare necesse est. Lieder in lateinischer Sprache. 2. Auflage. Hölder-Pichler-Tempsky, Wien 2012, ISBN 978-3-7003-1792-0 (Erstausgabe: Braumüller, Wien  2008).
- Da David und sei Pantscherl. Altes Testament auf Wienerisch. Braumüller, Wien 2017, ISBN 978-3-99100-217-8.
- Da Josef und seine Briada. Altes Testament auf Wienerisch II. Braumüller, Wien 2018, ISBN 978-3-99100-264-2.
- Dass du wertvoll bist. Religion singen: 32 Lieder. Evangelischer Presseverband, Wien 2019, ISBN 978-3-85073-324-3.

## Belege
1. ↑  Roland Kadan. Abgerufen am 29. April 2024.
2. 1 2  Dr. Roland Kadan. Institut für Religionspädagogik, Evangelisch-Theologische Fakultät, Universität Wien, abgerufen am 20. September 2019.
3. ↑  Andreas Müller, Michael Luger: Ferienbeginn: Drei Schulen, drei Geschichten. In: derStandard.at. 1. Juli 2018, abgerufen am 20. September 2019.
4. ↑  „Bibel auf Wienerisch“ im Bibelzentrum. In: orf.at. 20. Mai 2019, abgerufen am 20. September 2019.
5. ↑  „Dass du wertvoll bist“: Neue Lieder von Roland Kadan. In: evang.at. Abgerufen am 5. Oktober 2019.
6. ↑  Roland Kadan: My Latin Songs (and other Latin stuff). Abgerufen am 14. Januar 2022.
7. ↑  Religion singen - Roland Kadan - YouTube. Abgerufen am 26. Juli 2020.
8. ↑  Gedenktafel für ermordete Jüdinnen und Juden im Wien Geschichte Wiki der Stadt Wien

| Personendaten    | Personendaten                     |
| ---------------- | --------------------------------- |
| NAME             | Kadan, Roland                     |
| KURZBESCHREIBUNG | österreichischer Lehrer und Autor |
| GEBURTSDATUM     | 1961                              |
| GEBURTSORT       | Wien                              |